# Pierric

Localització de Pierric

Pierric (en bretó Pierig) és un municipi francès, situat a la regió de país del Loira, al departament de Loira Atlàntic, que històricament va formar part de la Bretanya. L'any 2006 tenia 883 habitants. Limita amb Guémené-Penfao, Conquereuil i Derval a Loira Atlàntic, Grand-Fougeray, Sainte-Anne-sur-Vilaine i Langon a Ille i Vilaine.

## Demografia
| 1962                                       | 1968 | 1975 | 1982 | 1990 | 1999 |
| ------------------------------------------ | ---- | ---- | ---- | ---- | ---- |
| 818                                        | 896  | 791  | 816  | 781  | 783  |
| Des de 1962: població sense dobles comptes |      |      |      |      |      |

## Administració
| Període   | Identitat    | Partit |
| --------- | ------------ | ------ |
| 2001-2008 | Damien Migot |        |
| 2008-     | Claude Ferré |        |